# Amante

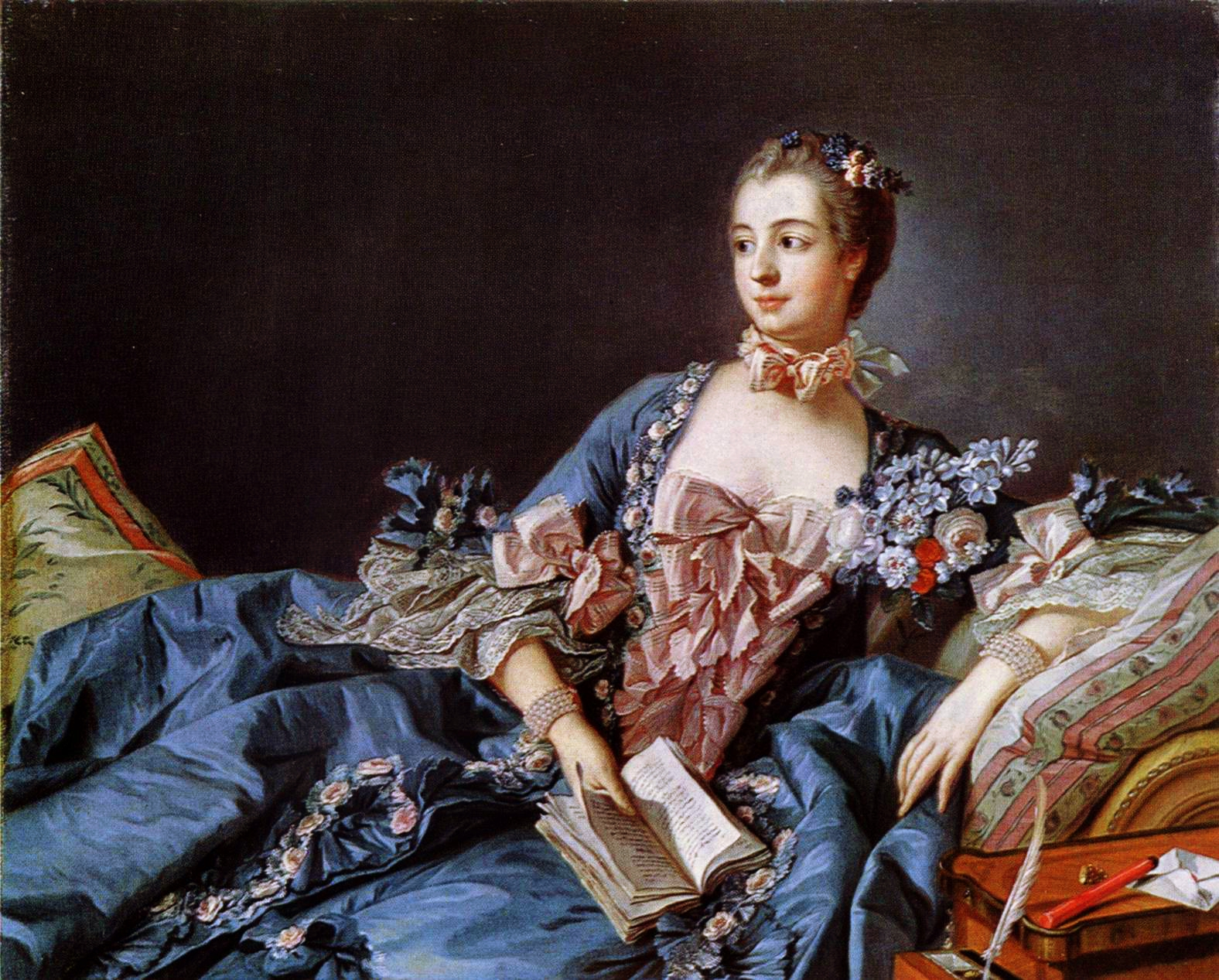
Madame de Pompadour, amante de Luis XV de Francia, circa 1750.

Un amante es una persona que ama algo o a alguien (por ejemplo, un amante de la música clásica). El diccionario de la Real Academia Española recoge varios usos del término como sustantivo para referirse a las personas que se aman (especialmente la que siente una intensa atracción emocional/sexual por una persona y desea compartir una vida en común), y a la persona que mantiene con otra una relación amorosa fuera del matrimonio. Otras definiciones que menciona la RAE son cada una de las personas que se aman o una persona que mantiene con otra una relación amorosa fuera del matrimonio.

## Origen
El término puede referirse a hombres o mujeres, o principalmente a aquellos o aquellas que eran mantenidos económicamente por la persona casada, generalmente en posición acomodada, de manera que posea un nivel de vida confortable (o sofisticado). En el caso de amantes masculinos son denominados a veces por el extranjerismo «Gigolò». En otros siglos, el rol de estas personas, en particular mujeres, podía variar entre el de amantes y cortesanas, dependiendo de su situación y de las circunstancias. 
Sin embargo, actualmente, la palabra amante se suele utilizar para hacer referencia a un hombre o mujer que mantiene una relación sexual y afectiva relativamente duradera con una persona que se encuentra casada, sea que la otra persona le mantenga económicamente o no. La palabra amante está en tal sentido relacionada con el asunto del adulterio, que hoy día es ilegal en algunos lugares del mundo. En el caso de personas que no están casadas, se prefieren en general los términos de novio/a o pareja.

## Historia

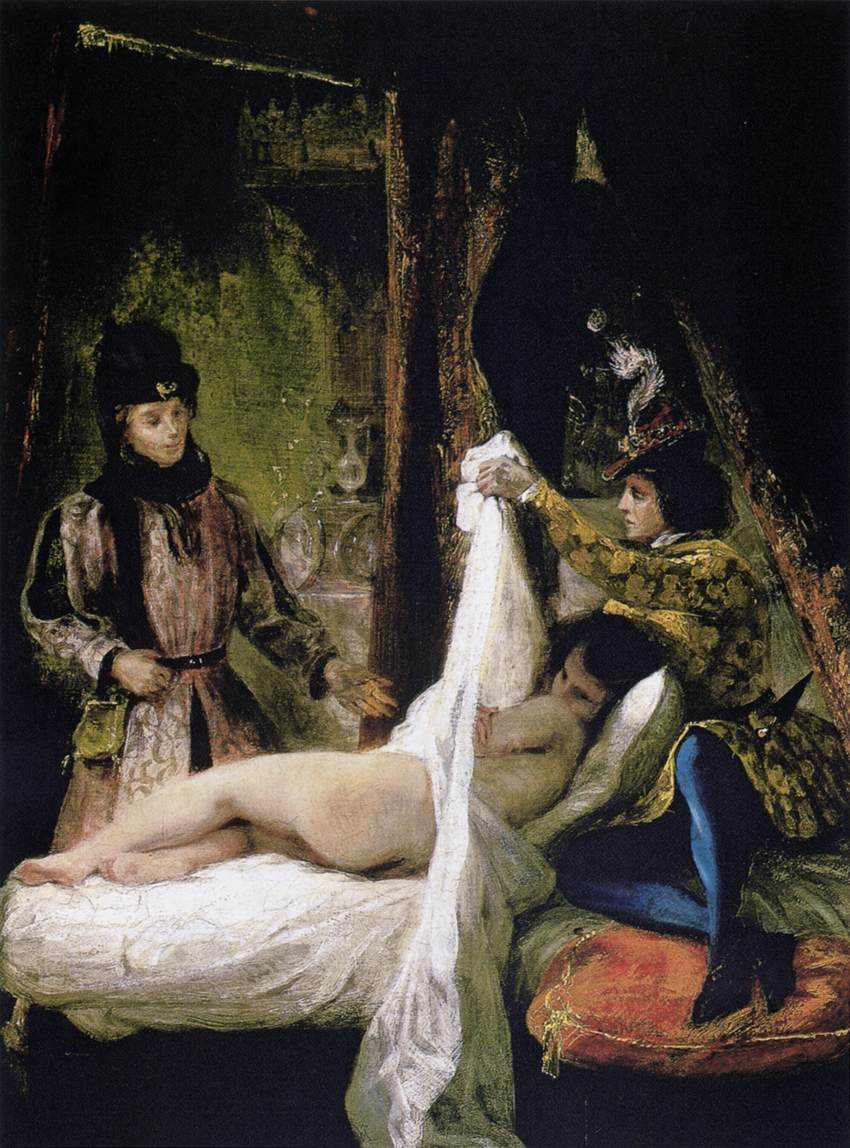
Pintura de Eugène Delacroix, Louis d'Orléans mostrando a su amante (1825).

Las amantes más conocidas e investigadas desde un punto de vista histórico son las amantes reales de los monarcas europeos, por ejemplo, Diana de Poitiers, Barbara Villiers, Nell Gwyn o Madame de Pompadour. Sin embargo, el mantener una amante en Europa no estaba limitado a la realeza y nobleza, sino que estaba difundido en clases sociales más bajas. Todo aquel capaz de costearse una amante, podía tener una (o más de una), sin importar su posición social. Un comerciante opulento, o un joven noble, podían mantener una mujer. Ser una amante era típicamente una ocupación para una mujer joven que, si es que era afortunada, podía llegar a desposarse con su amante o algún otro hombre de posición social elevada.  
La balada folclórica inglesa Los tres cuervos (publicada en 1611, aunque posiblemente sea más antigua) exalta a la amante leal de un caballero asesinado, que entierra a su amante muerto y luego fallece de agotamiento, ya que se encontraba en avanzado estado de gravidez. Es de destacar que el compositor de la balada asigna este rol destacado a la amante («leman» era el término inglés comúnmente utilizado por aquella época) del caballero en vez de a su esposa. 
El pintor Eugène Delacroix muestra en su cuadro, El duque de Borgoña muestra a su amante al duque de Orléans (1825), un encuentro entre el duque de Orléans, con su amante Mariette d'Enghien, y su esposo Aubert le Flamenc. En la pintura se ve como el amante muestra al marido el cuerpo de su mujer, mientras este último es incapaz de reconocerlo. 
La obra estuvo una temporada expuesta en el Musée Colbert con el título Un joven señor muestra a su cortesano el cuerpo de su amante. Más tarde, en 1864, en una subasta organizada por Frédéric Villot, la obra aparecía como El duque de Borgoña muestra a su amante al duque de Orléans. También se ha denominado en otras ocasiones como El duque de Borgoña muestra a su amante y El duque de Orléans mostrando a su amante al duque de Borgoña.
En las cortes de Europa, especialmente en Versailles y Whitehall durante los siglos XVII y XVIII, a menudo una amante tenía mucho poder e influencia. Un rey podía tener numerosas amantes pero tener una única «amante favorita» o «amante oficial» (en francés, «maîtresse en titre»), como fue el caso, por ejemplo, de Luis XV y Madame de Pompadour. Las amantes de tanto Luis XV (especialmente Madame de Pompadour) como de Carlos II ejercían gran influencia sobre sus amantes, y sus relaciones eran «secretos a voces». Además de mercaderes opulentos y reyes, Alejandro VI es un ejemplo de un Papa que mantenía amantes, violando los votos de celibato impuestos por la iglesia católica. Mientras que los extremadamente ricos podían mantener una amante de por vida (como, por ejemplo, Jorge II de Gran Bretaña hizo con Henrietta Howard), incluso luego de que ya no estar relacionados de manera romántica, ello no era la norma para la mayoría de las mujeres. 
En 1736, cuando Jorge II acababa de ascender al trono, Henry Fielding (en Pasquin) coloca en boca de Lord Place las siguientes palabras, «…pero, señorita, hoy todos mantienen y son mantenidos; actualmente no existe tal cosa como un casamiento, solo contratos de forma, y estos solo para sustento de las familias; pero luego el esposo y la esposa en un santiamén pronto empiezan a mantener.»
Una de las amantes más importantes de esta época fue Jeanne Poisson, marquesa de Pompadour. Su padre era funcionario del Gobierno, huyó del país después de un escándalo de corrupción. "Madame de Pompadour", como también era conocida, se quedó sola con su madre sin dinero, pero aún así recibió una educación privada. Con 19 años se casó con el financiero Charles d'Étoilles. Luis XV comenzó a quedar con ella después de verla paseando en un carruaje. Su relación pasó a ser pública después de un baile de máscaras en el Salón de los Espejos. Más tarde la nombró marquesa de Pompadour. Falleció con 43 años en 1764.
Durante el siglo XIX, una época en que la moral se tornó más puritana, el tener una amante se hizo más circunspecto, pero por otra parte este recrudecer de la moralidad también producía un mayor deseo en un hombre por conseguirse una amante. Cuando un hombre de una clase superior se casaba con una mujer de igual rango, como era la costumbre, era probable que ella hubiera sido educada en la creencia de que el acto sexual era para la procreación en vez de para la recreación. Algunos hombres por lo tanto recurrían a una amante si querían una compañera femenina que fuera menos recatada.
A veces podía suceder que la amante no se encontraba en una posición financiera y social inferior que el hombre. Se sabe que Catalina la Grande fue amante de varios hombres durante su reinado; sin embargo, al igual que muchas mujeres poderosas de su tiempo, a pesar de ser una viuda libre para contraer casamiento, elige no compartir su poder con un esposo, prefiriendo mantener para sí el poder absoluto. En la literatura, la obra El amante de Lady Chatterley de D. H. Lawrence presenta una situación en la cual una mujer se convierte en amante del guardafauna de su esposo. Hasta fecha muy reciente, la situación en que una mujer tomaba un amante de una clase social inferior a la de ella era considerada mucho más escandalosa que la situación inversa.

### Siglo XX
Durante el siglo XX, en la medida que muchas mujeres alcanzaron niveles de educación más elevados y eran capaces de proveerse su sustento, disminuyó el número de mujeres que encontraron placer en ser amantes y se hizo más probable que buscaran relaciones con hombres solteros. Dado que el divorcio ganó en aceptabilidad social, ahora era más fácil para los hombres divorciarse de sus esposas y casarse con mujeres que en épocas anteriores podrían haber sido sus amantes. Sin embargo, la práctica de tener una amante aún existía entre algunos hombres casados, especialmente los que contaban con fortunas. Por ejemplo, en Europa, muchas culturas continuaron aceptando la práctica de mantener una amante.
Ocasionalmente los hombres se casaban con sus amantes. Por ejemplo, Sir James Goldsmith, al contraer casamiento  con su amante, Lady Annabel Birley, expresó, "Cuando alguien se casa con su amante, se está creando una oportunidad laboral".